# Auxinas

AIA.

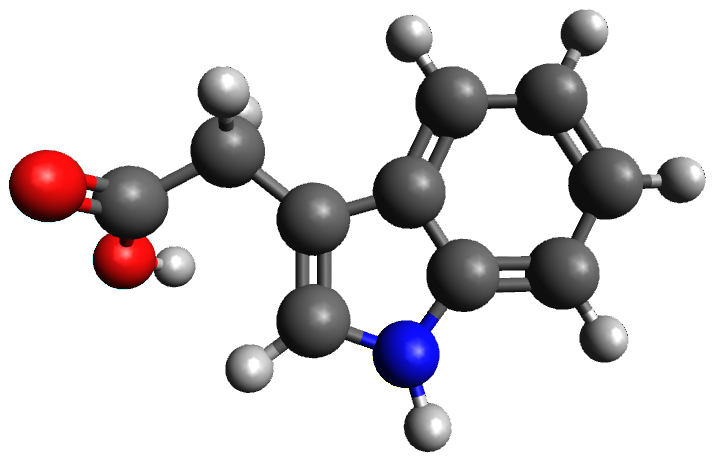
Auxina

Las auxinas son un grupo de hormonas vegetales que actúan como reguladoras del crecimiento vegetal en la cual da a conocer que ayuda la planta. Esencialmente provocan la elongación de las células. Se sintetizan en las regiones meristemáticas del ápice de los tallos y se desplazan desde allí hacia otras zonas de la planta, principalmente hacia la base, estableciéndose así un gradiente de concentración. Este movimiento se realiza a través del parénquima que rodea a los haces vasculares. Las auxinas y su rol en el crecimiento vegetal fueron primero descritas por el científico neerlandés Frits Warmolt Went.
La síntesis de auxinas se ha identificado en diversos organismos como plantas superiores, hongos, bacterias y algas, y casi siempre está relacionada con etapas de intenso crecimiento.
La presencia e importancia de las hormonas vegetales se estableció por los estudios de las auxinas. Sobre ellas hay una amplia y profunda información científica que supera ampliamente el conocimiento que se tiene de otras hormonas, lo que ha permitido comprender con más precisión cómo actúan las hormonas en las plantas. Junto con las giberelinas y las citocininas, las auxinas regulan múltiples procesos fisiológicos en las plantas, aunque no son los únicos compuestos con esa capacidad.
Su representante más abundante en la naturaleza es el ácido indolacético (AIA), derivado del aminoácido triptófano.
Las auxinas también son usadas por los agricultores para acelerar el crecimiento de las plantas, para promover la iniciación de raíces adventicias —por lo que una auxina suele ser el componente activo de muchos preparados comerciales utilizados en la fruticultura para el enraizamiento de esquejes de tallos—, para promover la floración y el cuaje de frutos, y para evitar la caída prematura de los frutos.

## Síntesis de auxinas
El precursor de la forma activa de la auxina, el ácido indolacético (AIA) proviene del aminoácido L-triptófano; el grupo indol permanece constante, pero para alcanzar la forma de ácido indol-acético debe sufrir una descarboxilación y una desaminación. Esto puede ocurrir por dos vías. 
La primera se da en todas las plantas superiores; el L-triptófano transfiere su grupo amino a una molécula de 2-oxoglutarato, dando glutamato e indol-piruvato-indol-piruvato es una molécula muy inestable que no tarda en descarboxilarse. El producto de esta hormona es el crecimiento.
Las auxinas son fitohormonas producidas o sintetizadas en el ápice del tallo.

## Generalidades sobre su estructura química
La molécula de compuestos con propiedades auxínicas, se caracteriza por la presencia de un anillo cíclico (la molécula alifática, está inactiva). Tiene por lo menos un doble enlace en el anillo cíclico.
Grupo funcional carboxílico {\displaystyle (-COOH)} u otro funcionalmente análogo.
La cadena lateral influye sobre la actividad de la molécula; la más activa es la cadena acética {\displaystyle -CH_{2}-COOH}
| Algunas auxinas naturales |

| ácido indol-3-acético (AIA) Fue la primera molécula aislada del grupo de las auxinas        |
| ácido 4-cloiroindol-3-acético (4-Cl-AIA) (cloroauxina) descubierta en los 70 en leguminosas |
| ácido fenilacético (PAA)                                                                    |

## Biosíntesis y metabolismo de las auxinas
Señalan algunas rutas metabólicas que conducen a la biosíntesis de auxina (AIA).
1. Vía triptófano-dependiente en plantas y bacterias
2. Vía triptófano-independiente en plantas

| Síntesis de las auxinas (AIA), vía triptófano dependiente |

1. Triptófano -> Ácido indol-3-piruvico -> Indol-3-acetaldehído -> AIA
2. Triptófano -> Triptamina -> Indol-3-acetaldehído -> AIA
3. Triptófano -> Indol-3-acetaldoxima -> Indol-3 -acetonitrilo -> AIA
4. Triptófano -> Indol-3-acetamida -> AIA

| Síntesis de las auxinas (AIA), vía triptófano independiente |

1. Indol-3-glicerol fosfato -> Serina+indol -> Indol-3-acetonitrilo -> AIA
2. Indol-3-glicerol fosfato -> Serina+indol -> ácido indol-3-pirúvico -> AIA

| Esquema de la principal vía metabólica para la biosíntesis de las auxinas |

| Representación de la síntesis de las auxinas | Triptófano: aminoácido precursor de la vía metabólica |
| Representación de la síntesis de las auxinas | Triptófano transaminasa                               |
| Representación de la síntesis de las auxinas | Ácido indol-3-pirúvico (IPA)                          |
| Representación de la síntesis de las auxinas | IPA decarboxilasa                                     |
| Representación de la síntesis de las auxinas | Indol-3-acetaldehído                                  |
| Representación de la síntesis de las auxinas | Indol-3-acetaldehído dehidrogenasa                    |
| Representación de la síntesis de las auxinas | Ácido indol-3-acético (AIA)                           |

## Catabolismo de las auxinas
| Vía catabólica de las auxinas (AIA) |

1. AIA -> Ácido osindol-3-acético  (vía secundaria)
2. AIA -> Indol-3-acetilaspartato  -> Diosindol-3-acetilaspartato  -> Ácido osindol-3-acético
3. AIA -> 3-metileno osindol (por acción de peroxidasas)

## Almacenamiento y movilización de auxinas
Requiere energía metabólica (sensible a la eliminación de O2 e inhibidores metabólicos).
La velocidad del transporte es de hasta 5-20 cm/h, mayor que la de difusión y menor que la de translocación por el floema.
De forma general, el transporte se realiza célula a célula, de forma polarizada preferentemente por el tejido parenquimático vascular de tallo y hojas.
El transporte polar es específico para auxinas naturales y sintéticas pero las auxinas inactivas y los conjugados de auxinas no se transportan de esta manera.
En la raíz, la mayor parte del transporte hacia el ápice (acrópeta) se produce vía floema y el transporte desde el ápice al resto de la raíz (basípeto) tiene lugar por epidermis y córtex (tejidos no vasculares).

## Tipos de auxinas
Son varias las auxinas que existen en el tejido vegetal, siendo el ácido indolacético (AIA) la más relevante en cuanto a cantidad y actividad. Otros como el ácido indolacetonitrilo, o la indolacetamida están presentes en menor cantidad y tienen poca actividad en relación con el AIA. Las auxinas pueden estar libres o bien “unidas” a azúcares, ésteres, amidas; las moléculas unidas a otro compuesto no son activas pero pueden serlo si se “liberan”.
La mayor parte de las auxinas provienen del aminoácido triptófano; el zinc (Zn) es un elemento crítico para que ocurra lo anterior, de tal forma que una sintomatología visual de falta de zinc (Zn) en realidad es una falta de auxina para estimular crecimiento.[cita requerida]

## Biosíntesis
Las auxinas son utilizadas en fruticultura para la actividad de crecimiento (por división o alargamiento celular) y en particular en hojas jóvenes y en semillas en desarrollo. En condiciones de estrés hay una baja en la síntesis de auxina y un aumento en la presencia de auxinas “unidas”.
La aplicación de auxinas a una planta induce la síntesis de auxinas naturales en el tejido aplicado, aun cuando también puede inducir la síntesis de otras hormonas. Una aplicación de auxina a alta dosis puede estimular la síntesis de etileno y causar efectos negativos de crecimiento hasta la muerte de tejido.

## Translocación
| Esquema del transporte de las auxinas | Figura 1: Modelo del mecanismo de transporte de las auxinas (AIA) - Leyenda: 1. Pared celular: Ahnuma 2. Apoplasto 3. Núcleo 4. Canal iónico H+ 5. Membrana plasmática 6. Vacuola 7. PIN1 proteína de transporte de salida del AIA 8. Filamento de actina 9. Compartimiento celular 10. AUX1 proteína de transporte en entrada del AIA |

Las auxinas producidas en los tejidos vegetativos pueden ejercer su efecto en ese sitio, pero también pueden translocarse a otros sitios mediante un flujo hacia “abajo” y allá también ejercer su efecto. El transporte de las auxinas producidas en las raíces parece tener un flujo opuesto al de la parte vegetativa, mostrando ser hacia “arriba”. En ambos casos se reconoce que el problema es el tejido vascular por donde ocurre la translocación.
Las auxinas aplicadas a los cultivos no tienen mucha movilidad (excepto el 2,4-D), lo cual se debe a que inmediatamente después de entrar al tejido se “unen” a proteínas y pierden capacidad de movimiento.

## Aplicaciones en la agricultura
- Propagación asexual: uno de los principales usos de las auxinas ha sido en la multiplicación o propagación asexual de plantas, sea por estacas, esquejes, etc. El ácido indolbutírico (AIB) es la auxina más utilizada para este efecto por su estabilidad y poca movilidad; la otra auxina utilizada ha sido el ácido 1-naftalenacético (ANA), aunque es más móvil y, por tanto, sus efectos son a veces menos consistentes. Con todo, estos dos compuestos son más potentes que el ácido indolacético.[6] En la micropropagación por cultivos de tejidos, las auxinas ANA y 2,4-D se utilizan para inducir la formación de raíces en los callos no diferenciados, así como para estimular la división de células.

- Sujeción de frutos: las auxinas pueden aumentar el amarre de frutos en ciertas especies y condiciones. En tomate con floración bajo clima frío nocturno, la aplicación de 4-CPA o naftoxiacético estimula su amarre; sin embargo, su uso en condiciones normales no tiene efecto. En otros cultivos esta aplicación no tiene resultados o es inconsistente. En mezcla con otras hormonas puede favorecer el amarre en ciertas especies.

- Crecimiento de frutos: la aplicación de auxinas en la etapa de crecimiento por división celular de los frutos, puede estimular y aumentar el tamaño final del órgano; esto se ha logrado solo con el 4-CPA y en especies muy definidas como las uvas sin semilla. En otras especies se observa deformaciones de follaje, retraso de maduración e irregularidad en tamaños de fruto. En general no hay efecto por la aplicación de auxinas para el alargamiento celular en los frutos, excepto algunos tipos fenoxi en cítricos

- Caída de frutos: en algunos cultivos se requiere el raleo de frutos, es decir, la inducción de su caída con la finalidad de lograr una producción de mayor calidad (mayor tamaño) y de evitar fluctuaciones interanuales importantes de la producción. El ácido 1-naftalenacético ha sido efectivo para este propósito. El objetivo puede consistir en la eliminación parcial de frutos jóvenes para reducir la competencia, sea para mejorar el tamaño de los frutos que permanecen en el árbol (manzano, pera) o bien para reducir los efectos negativos que tendrían los frutos en la formación de flores del ciclo anual siguiente (manzano y olivo). La auxina aplicada induce la formación de etileno y causa el aborto de embrión, con lo que se detiene su desarrollo y se induce la caída de los frutos.

- Retención de frutos: las auxinas también pueden utilizarse para regular un proceso totalmente opuesto al anterior: inhibir la caída de frutos en etapa madura. Ese efecto se logra con la aplicación de auxinas a frutos cercanos a maduración, los cuales por liberación natural de etileno pueden caer prematuramente antes de cosecha. Esto se utiliza en manzano, naranja, limón y toronja, con ANA o 2,4-D. La respuesta se basa en una competencia hormonal auxinaetileno para inducir o inhibir la formación de la zona de abscisión en el pedúnculo de los frutos.

- Acción herbicida: los compuestos 2,4-D, 3,5,6-TPA , Picloram son hormonas que en bajas concentraciones actúan como el AIA, pero a altas dosis tienen una función tipo herbicida en algunas plantas. Ambos productos causan un doblado de hojas, detención del crecimiento y aumento en el grosor del tallo; todos éstos síntomas son efectos tipo etileno.

- Otros: algunos efectos adicionales son observados con la aplicación de auxinas a los cultivos. Estos son: retraso en maduración de órganos, crecimiento de partes florales y estimular el flujo de fotosintatos. En ciertos casos se hacen aplicaciones de auxinas a altas dosis para inducir efectos tipo etileno, como la inducción de floración en Bromeliaceas o el estímulo de formación de flores femeninas en plantas dioicas.

## Modo de acción
Al llegar a una célula, una auxina provoca dos respuestas, una rápida y otra lenta. La rápida va a aumentar la velocidad del movimiento de vesículas estimula los genes que sintetizan para ATP asas y enzimas hidrolíticas de la pared. Las proteínas de ATP asas bombean protones al espacio periplásmico donde hay enzimas catalíticas (expansinas), las cuales son activas a pH bajo; a eso se debe el bombeo de protones. Estas enzimas hidrolíticas rompen la pared celular (con un proceso ayudado por las giberelinas). La respuesta lenta consiste en la desrepresión de genes que codifican los nuevos componentes de la pared celular.

## Auxinas de síntesis
Son aquellas que se obtienen a partir de precursores químicos en laboratorio. Ejercen acciones de características similares a las auxinas naturales. Entre ellas destacan:
- Ácido 1-naftalenacético (ANA).
- Ácido indolbutírico (AIB). Si bien se conoció inicialmente al ácido indolbutírico como un producto de síntesis solamente,[7] más tarde se informó su aislamiento a partir de hojas y de semillas de maíz,[8] y de otras especies.[9] En maíz el ácido indolbutírico se sintetiza in vivo, siendo el ácido indolacético uno de sus precursores.[10] Este producto químico también puede ser extraído de diferentes especies del género Salix (sauces).[11]

## Conclusión
Las auxinas son las fitohormonas responsables de las nastias y tropismos. Además, participan en una gran variedad de fenómenos dentro de la planta. Así en el desarrollo del fruto es consecuencia de la liberación de auxinas por la semilla. De hecho muchos cultivadores inducen el desarrollo del fruto en flores no polinizadas (frutos partenocárpicos) mediante la aplicación de auxinas a las flores. Otro fenómeno gobernado por las auxinas es la dominancia apical o inhibición del desarrollo de las yemas laterales por la yema apical. Este hecho parece estar producido por el transporte descendente de auxina. La caída de las hojas y frutos, así como la iniciación de la raíz, también parece ser gobernada por las auxinas. En el primer caso se ha observado que demora su desprendimiento, mientras que en el segundo estimulan la aparición de raíces, como es el caso de las raíces adventicias. Como vemos el abanico de procesos gobernados por las auxinas es muy variado. Sin embargo, su mecanismo de acción no se conoce con certeza.